# دنیاگیری کووید-۱۹ در مغولستان
دنیاگیری کووید-۱۹ در مغولستان بخشی از دنیاگیری بیماری کروناویروس ۲۰۱۹ در جهان است. اولین مورد تأیید شده در مغولستان در ۱۰ مارس ۲۰۲۰ در شهر استان دارناگاوی اعلام شد.